# عصای چوپانی

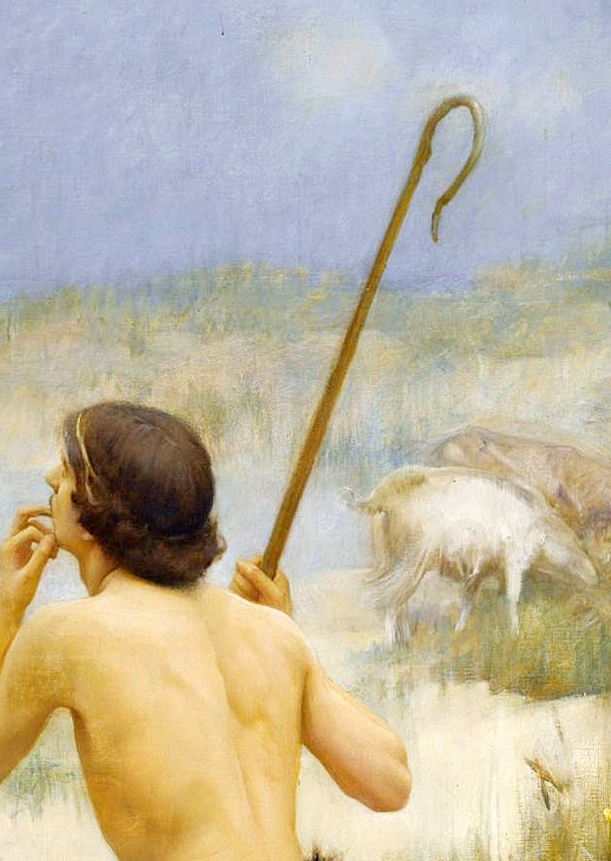
عصای
چوپانی

عصای چوپانی (انگلیسی: Shepherd's crook) چوبی است بلند و محکم با قلاب در یکی از انتهای آن، اغلب با نوک قلاب به سمت بیرون که توسط یک چوپان برای مدیریت و گاهی اوقات گرفتن گوسفند استفاده می‌شود. علاوه بر این، عصای چوپانی ممکن است به دفاع در برابر حمله توسط شکارچیان کمک کند. هنگام عبور از زمین‌های ناهموار، عصای چوپانی کمکی برای حفظ تعادل است. چوپان‌ها همچنین ممکن است از ابزار بلند برای جدا کردن زیر درختان ضخیم (مثلاً در لبه جاده رانندگان) هنگام جستجوی گوسفند گمشده یا شکارچیان احتمالی استفاده شود.

## سمبل
داشتن قلاب در عصای چوپانی، بازیابی حیوانات افتاده و به دام انداختن آنها توسط گردن یا پاها را تسهیل می‌کند. به همین دلیل از عصای چوپانی به عنوان نماد مذهبی مراقبت (به ویژه در شرایط سخت) از جمله صلیب اسقف مسیحی استفاده شده‌است.